# 台灣職業籃球大聯盟選秀
台灣職業籃球大聯盟選秀是臺灣男子職業籃球聯盟台灣職業籃球大聯盟（TPBL）的年度盛事。

## 歷史
2024年7月15日，新聯盟籌備委員會邀請P. LEAGUE+（PLG）與T1聯盟共同舉辦聯合選秀會。7月8日，臺北富邦勇士、桃園璞園領航猿與高雄17直播鋼鐵人發表聲明退出新聯盟籌備，續留PLG並與聯盟一同準備新賽季，並宣布於7月12日進行新人選秀會。7月9日，臺南台鋼獵鷹宣佈退出新聯盟籌備委員會並加入PLG；新聯盟七支球隊臺北台新戰神、新北國王、新北中信特攻、桃園台啤永豐雲豹、新竹御頂攻城獅、福爾摩沙夢想家與高雄全家海神發表聯合聲明，並宣佈新聯盟定名為「台灣職業籃球大聯盟Taiwan Professional Basketball League（TPBL）」。7月23日，台灣職業籃球大聯盟舉辦第一屆新人選秀會，共有33人參與，最終有11人獲選，由雷蒙恩成為選秀狀元。
2025年8月11日，台灣職業籃球大聯盟舉辦第二屆新人選秀會，共有27人參與，最終有8人獲選，由劉丞勳成為選秀狀元。

## 選秀狀元
| 年份       | 選中球隊       | 球員   | 參考  |
| ---------- | -------------- | ------ | ----- |
| 新人選秀會 |                |        |       |
| 2024       | 臺北台新戰神   | 雷蒙恩 | [ 5 ] |
| 2025       | 新竹御嵿攻城獅 | 劉丞勳 | [ 6 ] |

## 薪資
第一輪第一順位獲選球員的月薪最低新臺幣9萬元，第一輪第二順位獲選球員的月薪最低新臺幣8萬元，第一輪第三順位獲選球員的月薪最低新臺幣7萬元，其餘獲選球員的月薪最低新臺幣5萬元。

## 外部連結
- (PDF). 中華民國籃球協會. 2021-07-01  [2022-05-16]. （原始内容 (PDF)存档于2021-07-15）.